# Capillariteit

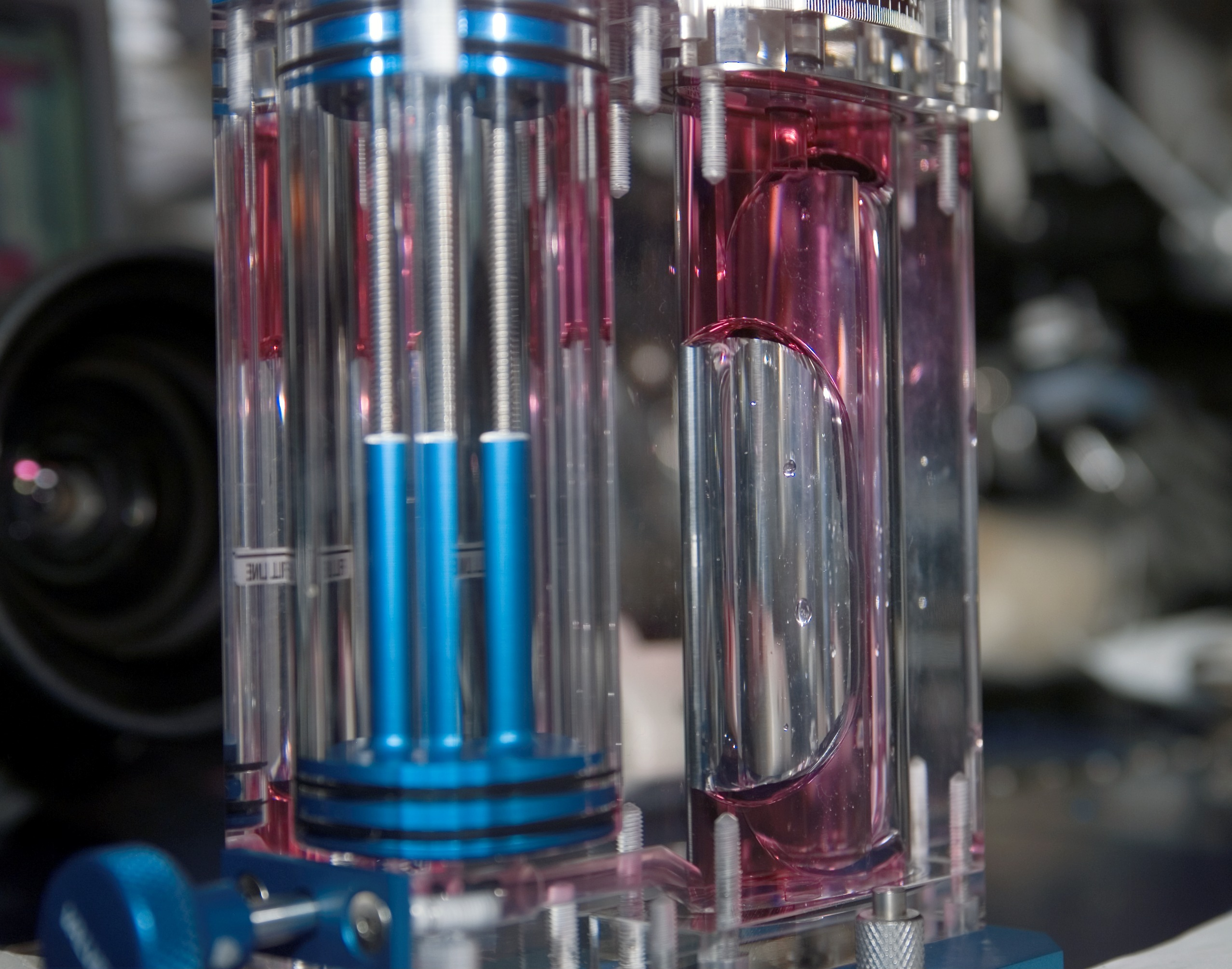
Het Capillary Flow Experiment van de NASA onderzoekt capillaire verschijnselen aan boord van het internationale ruimtestation

Capillariteit (of capillaire werking) is het verschijnsel in de natuurkunde dat een vloeistof, bijvoorbeeld water, in een zeer fijn buisje stijgt, tegen de werking van de zwaartekracht in, terwijl de vloeistofspiegel een concaaf oppervlak vormt. Zulke fijne buisjes worden haarbuisjes of capillairen genoemd. Hoe fijner de buisjes, hoe hoger het water kan stijgen.
De kracht waarmee het water in de buisjes, als het ware, omhoog 'gezogen' wordt noemen we capillaire kracht. Die kracht is kleiner naarmate de capillairen fijner zijn. De capillaire werking is de resulterende kracht van: (1) adhesiekrachten: de aantrekkingskrachten tussen de moleculen in de wand van de capillair en de vloeistofmoleculen); (2) oppervlaktespanning: de cohesiekrachten tussen de vloeistofmoleculen aan het contactoppervlak met de lucht; minus (3) de zwaartekracht. Alhoewel de capillaire kracht kleiner is naarmate een capillair een kleinere diameter heeft, zal het water toch verder stijgen, omdat het volume, en daardoor de massa (en daarmee de ondergane zwaartekracht) van het omhoog gezogen water, kwadratisch evenredig afneemt met de afname van de dwarsdoorsnede van de capillair.
In een praktische toepassing gebruikt men de capillaire werking om bij solderen de, door verhitting, vloeibaar gemaakte soldeer evenredig "op te laten zuigen" in de zeer nauwe spleet tussen, bijvoorbeeld, een messing ring om een koperen pijp. In de scheikunde wordt er gebruikgemaakt van dit fenomeen in sommige soorten van dunnelaagchromatografie, waarbij de mobiele fase zich middels capillaire werking over de stationaire fase verplaatst.

## In de natuur en de bouw
In de bodem worden capillaire buisjes gevormd door de aaneenschakeling van kleine holten (poriën) die er tussen de bodemdeeltjes zijn. Het grondwater kan dan via die kanaaltjes opstijgen. Een gedeelte van dat opstijgend water bereikt via de fijnste buisjes zelfs het bodemoppervlak en kan er verdampen. In de bovenste 20-30 cm is er een evenwicht tussen kanaaltjes met opstijgend water, en die met lucht. Dit is ideaal voor de plantenwortels. Deze kanaaltjes zijn smaller naargelang de grond dichter is/ de minerale gronddeeltjes kleiner zijn.
Capillaire werking in bouwmaterialen wordt optrekkend vocht genoemd.
Het transport van water bij bomen via houtvaten is voornamelijk het gevolg van verdamping van water uit de bladeren en van capillaire werking. 